# Slugbucket Hairybreath Monster
Slugbucket Hairybreath Monster es un EP de la banda neozelandesa Tall Dwarfs, lanzado en 1984.

## Lista de canciones[5]
Lado A
1. "The Brain That Wouldn't Die"
2. "Phil's Disease (Day One)"
3. "I've Left Memories Behind"

Lado B
1. "Phil's Disease (Day Four)"
2. "Crush"